# Akodon montensis
Akodon montensis és una espècie de mamífer rosegador de la família dels cricètids. Viu a altituds superiors a 800 msnm al Brasil i el Paraguai. Els seus hàbitats naturals són la Mata Atlàntica i el cerrado. És una espècie en risc mínim, és a dir, no sembla que hi hagi cap amenaça significativa per a la seva supervivència. El seu nom específic, montensis, significa ‘montà’ en llatí.